# Ночной усач
Ночной усач (Obrium cantharinum) — вид жесткокрылых насекомых из семейства усачей (Cerambycidae). Развивается в растущих лиственных породах деревьев; на деревьях, в которых развивалась личинка, сначала появляется суховершинность, затем они обычно усыхают, хотя иногда личинка заселяет мёртвые деревья. Лёт жуков длится с середины весны до конца лета. Летают жуки по вечерам, днём они нередко встречаются на цветках. Вслед после этого вида деревья заселяют личинки усачей подсемейства ламиин — Aegomorphus clavipes, скрипун продырявленный (Saperda perforata) и скрипун мраморный (Saperda scalaris).

## Распространение
Распространён во всей Европе, в особенности в Западной и Восточной Европе, а также в Северной Азии.

## Описание
Взрослый жука в длину достигает 5,5—10 мм; характеризуется гладкой переднеспинкой, на которой отсутствует глубокая пунктировка. Яйцо длиной 1 мм и в поперечнике 0,4 мм. Длина тела личинки старшего возраста от 12 до 15 мм, ширина головы личинки 1,8 мм; её характерный признак: гипостома на переднем крае около внутренних углов склеритов с остро оттянутыми шиповидными выступами, за которые закладываются сочленовные шипиковидные выступы нижних челюстей. Куколка длиной 7—10 мм, ширина брюшка 2,8—3,2 мм; характеризуется переднеспинкой с тонкими щетинками (которые образуют одну или две поперечные полоски) и расширенными в основании шипиками, которые расположены на тергитах брюшка.

## Развитие
Самка откладывает яйца поодиночке на сучья и стволы деревьев, в местах с гладкой и часто тонкой корой. Инкубационный период яйца в среднем продолжается три недели, но с переменой температуры воздуха этот период может колебаться от 10 до 30 дней.
Появившиеся личинки вбуравливаются в кору, забив оставшуюся оболочку яйца буровой мукой. Под корой они прокладывают сверху вниз продольные ходы, которые глубоко отпечатываются на заболони. Проделанные ходы забиваются буровой мукой, которая состоит из древесины и частично из коры. Личинка последнего возраста постепенно углубляются в древесину, где в верхнем слое делаю продольно стволу колыбельку. Входное отверстие к колыбельки личинка забивает буровой мукой. Личинка окукливается головой кверху. Куколка в колыбельке повёрнута головой ко входу.
Длина личиночного хода под корой в длину достигает 25 мм и в ширину — 2,3 мм; ширина входного отверстия 2,5-3 мм; длина колыбельки до 13 мм и ширина до 4 мм.

## Экология
Встречается в лиственных лесных насаждениях, рощах и садах, где встречаются осина и тополь. Жуки заселяют преимущественно спелые, но также и перестойные, больные и мёртвые деревья. Сначала заселяется вершина, затем средняя часть кроны, иногда одновременно ствол и вершина на значительно протяжности.
Главными кормовыми растениями личинки являются представители рода тополя (Populus), это: тополь чёрный (Populus nigra) и осина (Populus tremula), также кормовыми растениями могут служить и другие породы лиственных, а именно: берёза (Betula), дуб (Quercus), яблоня (Malus), груша (Pyrus), шиповник собачий (Rosa canina) и ива (Salix).

## Изменчивость
В виде выделяют два подвида и одну аберрацию в номинативном подвиде.
- Obrium cantharinum cantharinum Linnaeus, 1767

- Obrium cantharinum cantharinum ab. ferrugineum (Fabricius, 1781)

- Obrium cantharinum shimomurai Takakuwa, 1984